# Bellatrix Lestrange
 (novembre 2021).
Bellatrix Lestrange est un personnage fictif de la série de livres Harry Potter écrite par J. K. Rowling. Elle devient un antagoniste majeur à partir de Harry Potter et l'Ordre du Phénix. 
Dans le dernier épisode de l'histoire, Rowling l'a établie comme le « dernier, meilleur lieutenant » de Lord Voldemort. Bellatrix a été la première femme mangemort présentée dans les livres et est restée la seule femme explicitement identifiée comme telle jusqu'à Harry Potter et le Prince de sang-mêlé.
Elle est interprétée par Helena Bonham Carter dans les films Harry Potter.

## Caractéristiques

### Description
Bellatrix est décrite comme étant une grande femme brune aux paupières lourdes, aux lèvres minces et à la mâchoire forte. Son visage émacié est semblable à une tête de mort et sa voix est dure et sèche. C'est une femme arrogante et provocante, caractérisée par son sadisme, qui croit à la pureté du sang. Après son évasion d'Azkaban, Bellatrix semble adopter une apparence négligée (visage émacié et cheveux décoiffés).
C'est une sorcière redoutable et très douée : Voldemort lui-même lui a appris à maîtriser les Forces du Mal. Arrogante, fière et d'une grande cruauté, elle prend un réel plaisir à torturer ses ennemis.

### Nom et étymologie
Le nom de Bellatrix a été traduit dans d'autres langues de diverses manières. Beaucoup de changements accentuent la nature perverse de son personnage, comme la traduction néerlandaise Bellatrix van Detta.
En latin, bellātrix signifie « guerrière » ou « belliqueuse ». Comme de nombreux membres de la famille Black, Bellatrix porte le nom d'une étoile : Bellatrix, également connue sous le nom de Gamma Orionis, est l'une des étoiles les plus brillantes de la constellation d'Orion.

## Histoire

### AvantHarry Potter
Bellatrix Lestrange (née Black en 1951) est la fille de Druella (née Rosier) et de Cygnus Black.
Bellatrix est liée par le sang et le mariage à de nombreux personnages des romans : elle a deux sœurs plus jeunes, Andromeda et Narcissa. Bellatrix a épousé Rodolphus Lestrange, un sang-pur, après avoir quitté Poudlard. Cependant, Rowling a déclaré dans une interview que Bellatrix aimait vraiment Voldemort. Bellatrix est également une cousine germaine de Sirius Black (le parrain du protagoniste Harry Potter) et de Regulus Black, et une tante de Nymphadora Tonks et de Drago Malefoy.
À Poudlard, elle et ses sœurs ont été placées à Serpentard. Il est suggéré dans les romans que Bellatrix, pendant sa scolarité, s'est associée à un groupe d'étudiants — dont Rodolphus Lestrange, Severus Rogue, Avery, Evan Rosier et Wilkes — qui sont presque tous devenus des mangemorts. On suppose que Bellatrix était au moins initialement attirée par Lord Voldemort parce qu'ils croient tous les deux en une idéologie qui favorise les sorciers et les sorcières de sang-pur par rapport aux autres membres de la communauté. Cet élitisme, partagé par les clans Malefoy et Lestrange, a été inculqué à Bellatrix depuis l'enfance. La devise de la famille Black, « toujours pur » (en français originellement), reflète cette importance attribuée par la famille à la pureté du sang. Bellatrix, son mari et son beau-frère étaient des Mangemorts actifs pendant la montée au pouvoir de Voldemort, et ont éludé la capture et les soupçons jusqu'à la chute du Seigneur des Ténèbres.

### DansHarry Potter
Dans Harry Potter et la Coupe de feu, Bellatrix est vue pour la première fois dans la Pensine de Dumbledore en compagnie de Rodolphus Lestrange, Rabastan Lestrange et Bartemius Croupton Jr.. Sa fidélité envers Voldemort est démontrée dès ce passage : plutôt que d'abandonner son chef comme beaucoup d'autres mangemorts, elle a fait partie du groupe de sorciers noirs qui a torturé les Aurors Frank et Alice Londubat dans le but d'obtenir des informations sur l'emplacement de Voldemort. Pour avoir utilisé le sortilège impardonnable Doloris pour torturer les Londubat jusqu'à ce qu'ils deviennent fous, Bellatrix et ses trois associés ont été condamnés à la réclusion à perpétuité à Azkaban. Plus tard dans ce livre, pendant son rituel de renaissance, Voldemort a déclaré que les Lestrange étaient parmi les membres les plus fidèles de son cercle intime.

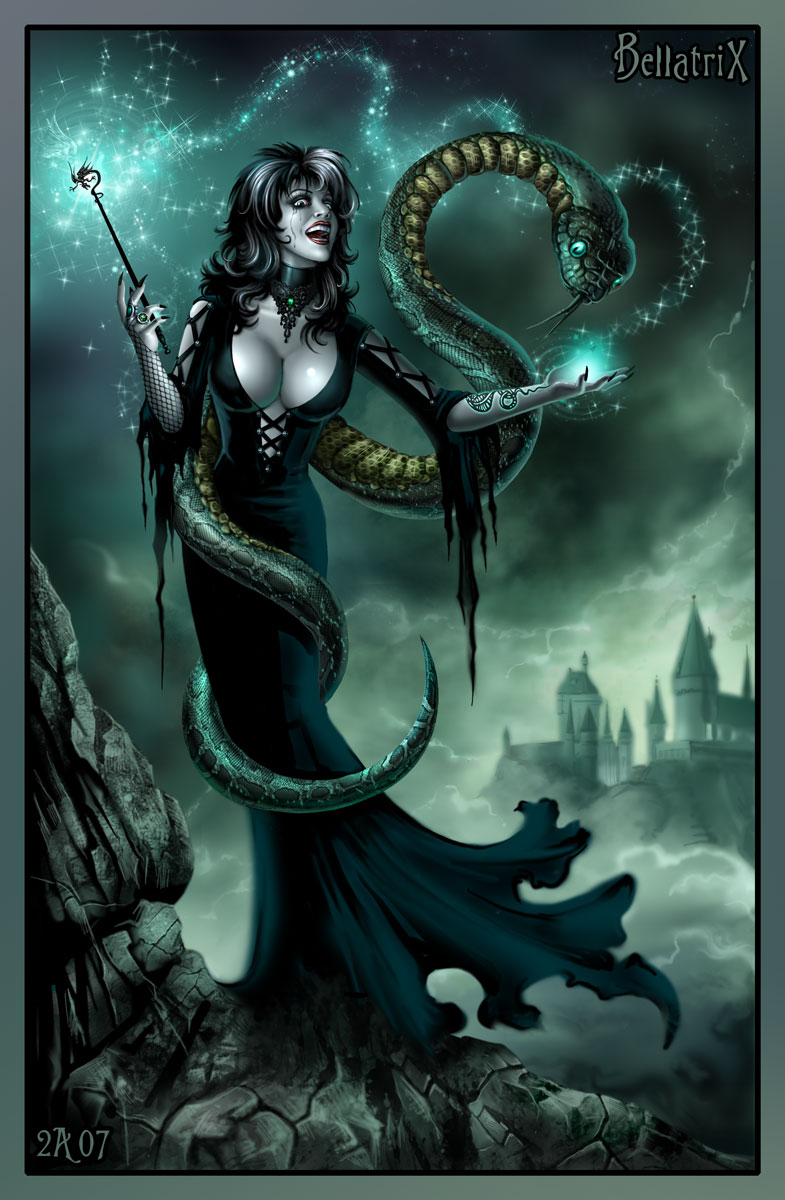
Interprétation de Bellatrix Lestrange.

Quatorze ans après la chute de Voldemort, Bellatrix est l'un des nombreux mangemorts qui ont échappé à Azkaban et l'ont rejoint. Après s'être échappée de prison, elle est présente à la bataille du département des Mystères au point culminant de Harry Potter et l'Ordre du Phénix, dans lequel un groupe de mangemorts tente de voler la prophétie de Trelawney concernant la chute de Voldemort. Bellatrix maîtrise sa nièce Tonks et Kingsley Shacklebolt lors des duels en tête-à-tête, tue son cousin Sirius en le faisant passer à travers un voile magique et détourne l'un des sorts de Dumbledore pour s'échapper. Harry tente d'utiliser le sortilège Doloris sur elle pour se venger de la mort de Sirius, mais la malédiction est inefficace en raison de son manque de cruauté. Bellatrix est rejointe par son maître, puis maîtrisée par Dumbledore dans l'atrium du ministère au cours de l'affrontement entre le vieux sorcier et Voldemort. Voldemort emmène Bellatrix avec lui et tous deux disparaissent juste après avoir été aperçus par les fonctionnaires du ministère.
Au début d'Harry Potter et le Prince de sang-mêlé, Bellatrix tente d'empêcher sa sœur Narcissa de confier la mission secrète de Drago Malefoy à Severus Rogue, à l'impasse du Tisseur. Rogue laisse alors entendre que Voldemort est toujours furieux de l'échec de Bellatrix au département des Mystères. Cette conversation suggère également que Bellatrix se méfie de Rogue au sujet de sa loyauté envers le Seigneur des Ténèbres. Rogue, pour se défendre, accepte de créer un serment inviolable avec Narcissa pour aider Drago dans sa mission de tuer Albus Dumbledore. Il demande à Bellatrix d'être l'Enchaîneur du Serment Inviolable. Plus tard dans le livre, il est mentionné par Rogue que Bellatrix aurait enseigné l'Occlumancie à Drago pour l'aider dans sa mission. À la fin du roman, elle s'introduit dans le château de Poudlard via l'armoire à disparaître, et fait partie du bataillon des mangemorts qui accompagne Drago afin de tuer Dumbledore. Après la mort de ce dernier, Bellatrix vandalise Poudlard et fait apparaître la marque des ténèbres dans le ciel. Elle brûle la maison de Hagrid.
Le premier chapitre de Harry Potter et les Reliques de la Mort indique que Voldemort est toujours en colère contre Bellatrix, comme en témoigne le moment où il se moque du fait que sa nièce Tonks a épousé « le loup-garou » Remus Lupin. Cependant, Voldemort offre à Bellatrix une chance de se racheter en participant à la capture de Harry avec l'aide d'autres mangemorts, lors du transfert du garçon entre la maison des Dursley et le Terrier. Lors de ce transfert, Bellatrix tente sans succès de tuer sa nièce Tonks. Dans ce livre, il est révélé que Bellatrix est choisie par Voldemort pour être la gardienne de la coupe de Poufsouffle (bien qu'elle ne soit pas consciente de sa vraie nature) et la dépositaire d'une copie de l'épée de Godric Gryffondor qu'elle croit vraie. Ces objets sont déposés dans son coffre souterrain à la banque Gringotts. Bellatrix et les Malefoy détiennent Harry, Ron et Hermione au manoir des Malefoy. Bellatrix soupçonne le trio d'être entré par effraction dans son coffre-fort (ce qui n'a pas encore été le cas), et torture Hermione pour la faire parler, mais l'elfe Dobby apparaît et sauve les prisonniers, avant d'être tué par Bellatrix. Plus tard dans le livre, Harry, Ron et Hermione, mis sur la voie, décident de se rendre à Gringotts. Ils utilisent des cheveux égarés de Bellatrix pour préparer du polynectar et donner son apparence à Hermione, afin d'accéder au coffre de Lestrange. Pendant la bataille de Poudlard, Bellatrix tue sa nièce Tonks[réf. nécessaire], puis se bat simultanément avec Hermione, Ginny Weasley et Luna Lovegood. Molly Weasley contre un sortilège de mort destiné à sa fille Ginny. Elle provoque Bellatrix en duel et parvient à la tuer.

## Informations complémentaires
J. K. Rowling a révélé que, bien qu'il y ait eu des spéculations selon lesquelles Neville tuerait Bellatrix, elle avait toujours eu l'intention que Molly le fasse parce que l'autrice voulait confronter l'amour obsessionnel de Bellatrix à l'amour maternel de Molly.
L'écrivaine a également confirmé que Bellatrix a toujours aimé le Seigneur des Ténèbres et qu'il était l'obsession de sa vie.
Une pièce de théâtre intitulée Harry Potter et l'Enfant maudit a été écrite par Jack Thorne en 2016 (d'après une histoire de J. K. Rowling), et mise en scène par John Tiffany. Elle se déroule plus de 19 ans après Les Reliques de la Mort, et révèle que Bellatrix Lestrange a eu une enfant avec Voldemort, conçue durant leur séjour dans le manoir des Malefoy avant la bataille de Poudlard. Cette fille, Delphini, est l'antagoniste de la pièce.

## Adaptation

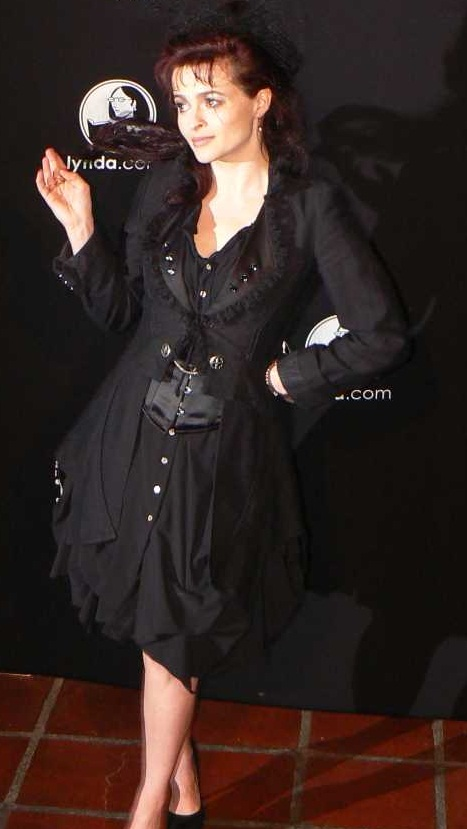
Helena Bonham Carter interprète Bellatrix Lestrange au cinéma.

L'actrice Helen McCrory a été initialement choisie pour le rôle de Bellatrix dans Harry Potter et l'Ordre du Phénix, mais a dû abandonner en raison de sa grossesse et a été remplacée par Helena Bonham Carter. Ironiquement, McCrory a ensuite été choisie pour interpréter la sœur de Bellatrix, Narcissa, à partir de Harry Potter et le prince de sang-mêlé,. Elizabeth Hurley aurait également été approchée pour le rôle de Bellatrix,. 
Lors du tournage de la scène dans le département des mystères dans L'Ordre du Phénix, Bonham Carter a accidentellement rompu le tympan de Matthew Lewis, l'acteur qui a interprété Neville Londubat, avec sa baguette.

## Accueil
IGN a répertorié Bellatrix Lestrange comme le dixième meilleur personnage de Harry Potter, et Joe Utichi d'IGN a classé Bellatrix comme son quatrième personnage préféré de Harry Potter, la considérant comme « le plus pitoyable » des serviteurs de Voldemort,. Dans le Méga sondage Harry Potter de NextMovie.com, Bellatrix a été élue méchant n°1 dans la série. Helena Bonham Carter a reçu de nombreux éloges pour son interprétation du personnage. Le célèbre auteur d'horreur Stephen King est un fan du personnage et a affirmé qu'entendre Molly Weasley appeler Bellatrix « Sale pétasse » dans Harry Potter et les Reliques de la Mort a fait de Bellatrix « la pétasse la plus choquante de la fiction récente » et a montré à quel point les livres étaient devenus matures.

### Sources
- (en) Cet article est partiellement ou en totalité issu de l’article de Wikipédia en anglais intitulé « Bellatrix Lestrange » (voir la liste des auteurs).

- Cet article est partiellement ou en totalité issu de l'article intitulé « Mangemort » (voir la liste des auteurs).

#### Romans
- J. K. Rowling (trad. de l'anglais), Harry Potter et l'Ordre du Phénix, Paris, Gallimard, 2003, 975 p. (ISBN 978-2-07-055685-4)

- J. K. Rowling (trad. de l'anglais), Harry Potter et le Prince de sang-mêlé, Paris, Gallimard, 2005, 714 p. (ISBN 978-2-07-057267-0)

- J. K. Rowling (trad. de l'anglais), Harry Potter et les Reliques de la Mort, Paris, Gallimard, 2007, 881 p. (ISBN 978-2-07-061537-7)

#### Études
- (en) Mary-Eileen Rankin, Mothers and Witches in Harry Potter, 2015 (lire en ligne), « The Bad Mother », p. 10 à 26 [PDF].
- (en) Eliana Ionoaia, The Wickedness of Feminine Evil in the Harry Potter Series, 2016 (lire en ligne) [PDF].
- (en) Rebecca Lundhall, Evil Women in Harry Potter, 2017 (lire en ligne) [PDF].
- (en) Collectif, Strong Ties and Where to Find Them: Or, Why Neville (and Ginny and Seamus) and Bellatrix (and Lucius) Might Be More Important than Harry and Tom, Papers.ssrn.com, 2019 (lire en ligne).
- (en) Rutuja Dumbre, “Questioning Attitudes and Labels: Mental health versus Madness”, St. Mira’s College for Girls, Pune, 2020 (ISBN 978-81-926011-7-5, lire en ligne), « The ‘Strange’ in Bellatrix Lestrange », p. 37 à 40 [PDF].